# Eppes, Aisne

Eppes este o comună în departamentul Aisne din nordul Franței. În 1 ianuarie 2022 avea o populație de 438 de locuitori.